# Javor (tvrz)
Javor je zaniklá tvrz u Kornatic v okrese Rokycany. Nachází se v místech zvaných U Zámečku na území přírodního parku Kamínky asi jeden kilometr severně od vesnice. Existovala nejspíše od čtrnáctého do patnáctého století a zachovalo se po ní tvrziště, které je chráněné jako kulturní památka.

## Historie
Tvrz bývala součástí středověkého sídliště tvořeného samotnou tvrzí a stejnojmennou zaniklou vesnicí, která stávala asi o 500 metrů dále na sever v trati Zvoníčkovna. V písemných pramenech se tvrz neobjevuje, ale předpokládá se, že její majitelé byli totožní s majiteli zaniklé vesnice. V sousedství tvrze se nachází dvě jámy, z nichž v jedné byla nalezena keramika ze druhé poloviny třináctého a ze čtrnáctého století.
Prvním známým majitelem vesnice byl Čáslav z Javora připomínaný v letech 1373–1379. Z dalších majitelů nebo členů rodu jsou z let 1391–1393 známi Drslav, z roku 1403 Chval, otec Jaroslava, a z roku 1405 Kunrat z Javora. Po něm se držitelem vesnice stal Čejchan z Javora, kterému patřila také část zaniklých Pokonic, kde vedl úspěšný spor o odúmrť po Ofce na Pokonicích. Jaroslav a Kunrat z Javora se během husitských válek postavili na stranu katolíků proti pražanům. Jaroslav před rokem 1427 Javor prodal, a přestěhoval se do Blovic. Novým majitelem se stal nejspíše Olfart z Javora, který byl také hejtmanem na Vildštejně. Zemřel nejspíše roku 1447, a panství po něm převzal syn Burjan z Javora připomínaný roku 1449. Byl posledním známým členem vladyků z Javora, kterému vesnice patřila. Později byla připojena k poříčskému panství, u něhož byla v zápisu v deskách zemských z roku 1601 uvedena tvrz i vesnice jako pustá. Předpokládá se, že vesnice i tvrz zanikla během bojů mezi Jednotou zelenohorskou a králem Jiřím z Poděbrad.

## Stavební podoba
Dochované tvrziště se nachází nad pravostranným přítokem Kornatického potoka. Ze západu ho chránil někdejší rybník, zatímco na zbývajících stranách byl vybudován val. Za valem se nachází příkop, který obepíná centrální pahorek s plošinou o průměru asi osm metrů. Stopy zástavby se nedochovaly, ale vzhledem k rozměrům tvrziště na něm stávala nejspíše dřevěná věž.